# Fajarda
Fajarda is een plaats (freguesia) in de Portugese gemeente Coruche en telt 1 893 inwoners (2001).